# حسن‌بیگلو (خداآفرین)
حسن‌بیگلو یکی از روستاهای استان آذربایجان شرقی است که در دهستان منجوان غربی بخش خداآفرین شهرستان کلیبر واقع شده‌است.